# Viadotto
Il viadotto è un genere di ponte stradale o ferroviario a più campate utilizzato per superare un ostacolo naturale o un'altra infrastruttura.

## Viadotti in Italia

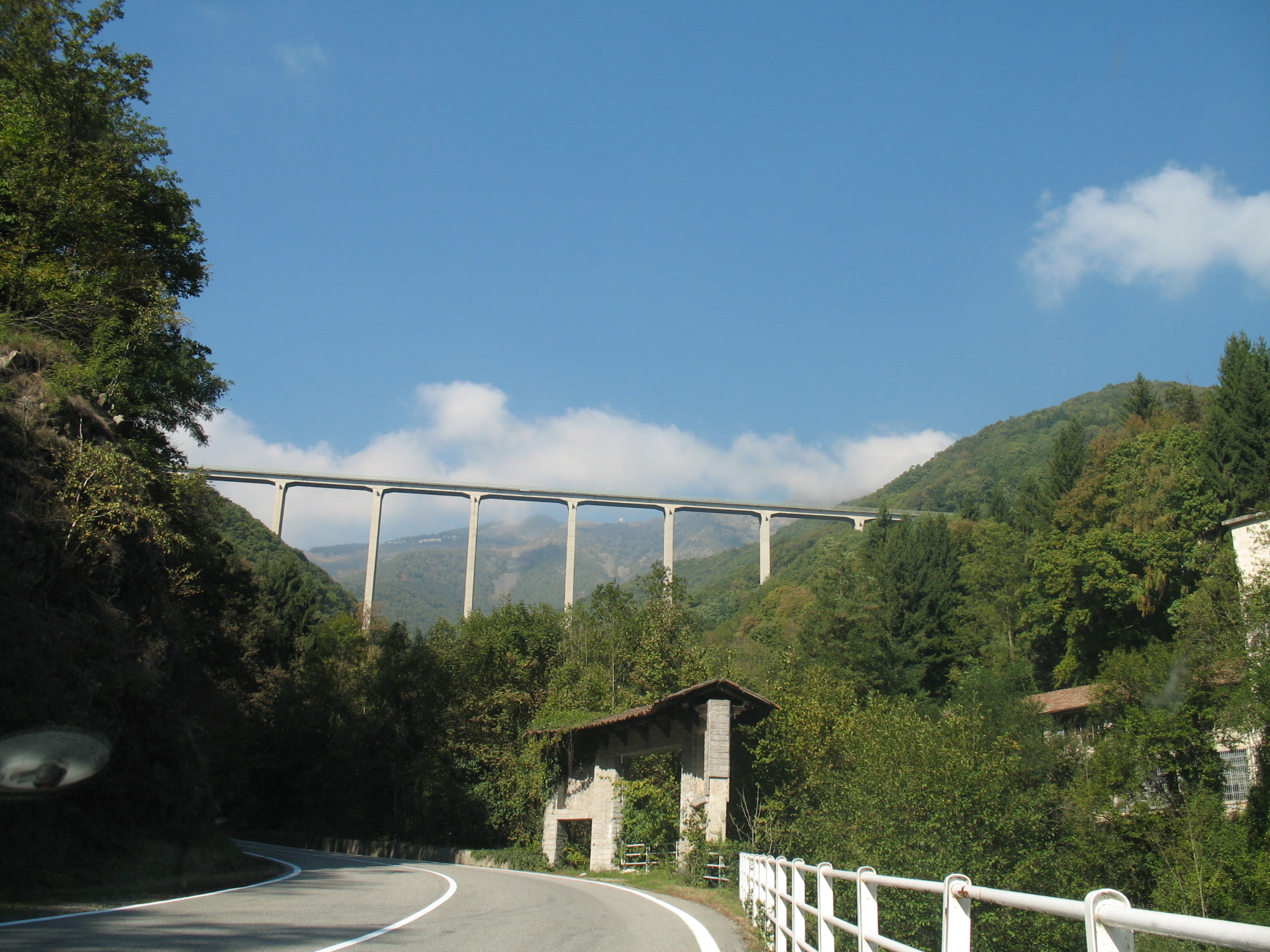
Il viadotto della Pistolesa, nel comune di Mosso (BI), è sede di un centro permanente di bungee jumping.

In Italia tra i viadotti più lunghi ci sono quelli di Coltano, lungo 9,6 km sull'Autostrada A12 e quello che attraversa il torrente Fichera sull'Autostrada A19, lungo più di 7 km. Segue poi il viadotto sciarapotamo I di 5,5km sulla Strada statale 682 Jonio-Tirreno
Il ponte stradale più alto d'Italia, per altezza del pilone, è invece il Viadotto Sente con i suoi 185 m di altezza, sulla ex strada statale 86 Istonia. È situato sull'omonimo fiume, al confine tra Abruzzo e Molise, tra i comuni di Belmonte del Sannio e Castiglione Messer Marino. Un precedente record, 168 metri, era costituito dal Ponte Costanzo opera dell'ingegnere Riccardo Morandi, il quale mantiene ancora due pilastri annoverati tra i 10 più alti d'Europa (132,5 metri).
Il ponte autostradale, per altezza della campata, più alto d'Italia e secondo d'Europa è il Viadotto Italia, sull'autostrada Salerno-Reggio Calabria. Si trova in Calabria ed attraversa la valle del fiume Lao. Nella campata centrale il ponte si trova ad un'altezza di 259 metri dal fondovalle e fu il più alto d'Europa dalla sua costruzione fino all'inaugurazione del Viadotto di Millau. 
Sulla ferrovia direttissima Firenze-Roma il Viadotto del Paglia, di 5.375 m di lunghezza, a 205 campate lineari di 25 m e 5 campate ad arco da 50 m, è il più lungo viadotto ferroviario d'Europa ed uno dei più lunghi del 
mondo.

## Galleria d'immagini

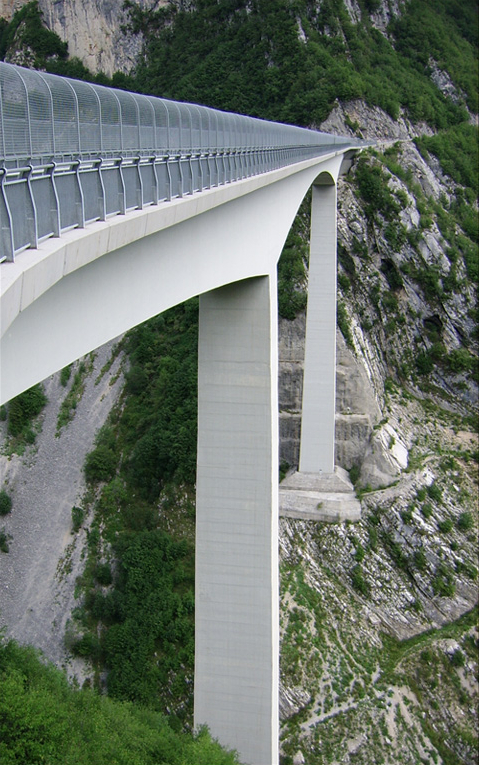
Il Ponte Valgadena (Altopiano dei Sette Comuni)
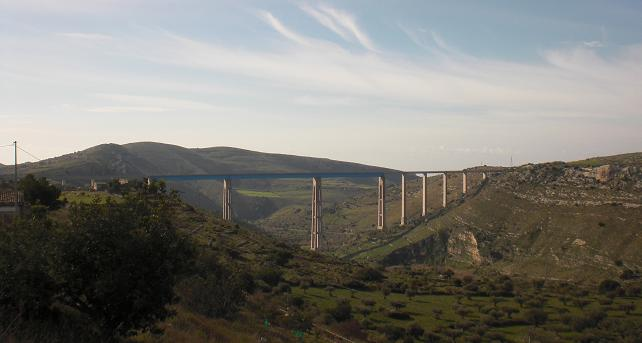
Ponte Costanzo sul fiume Irminio
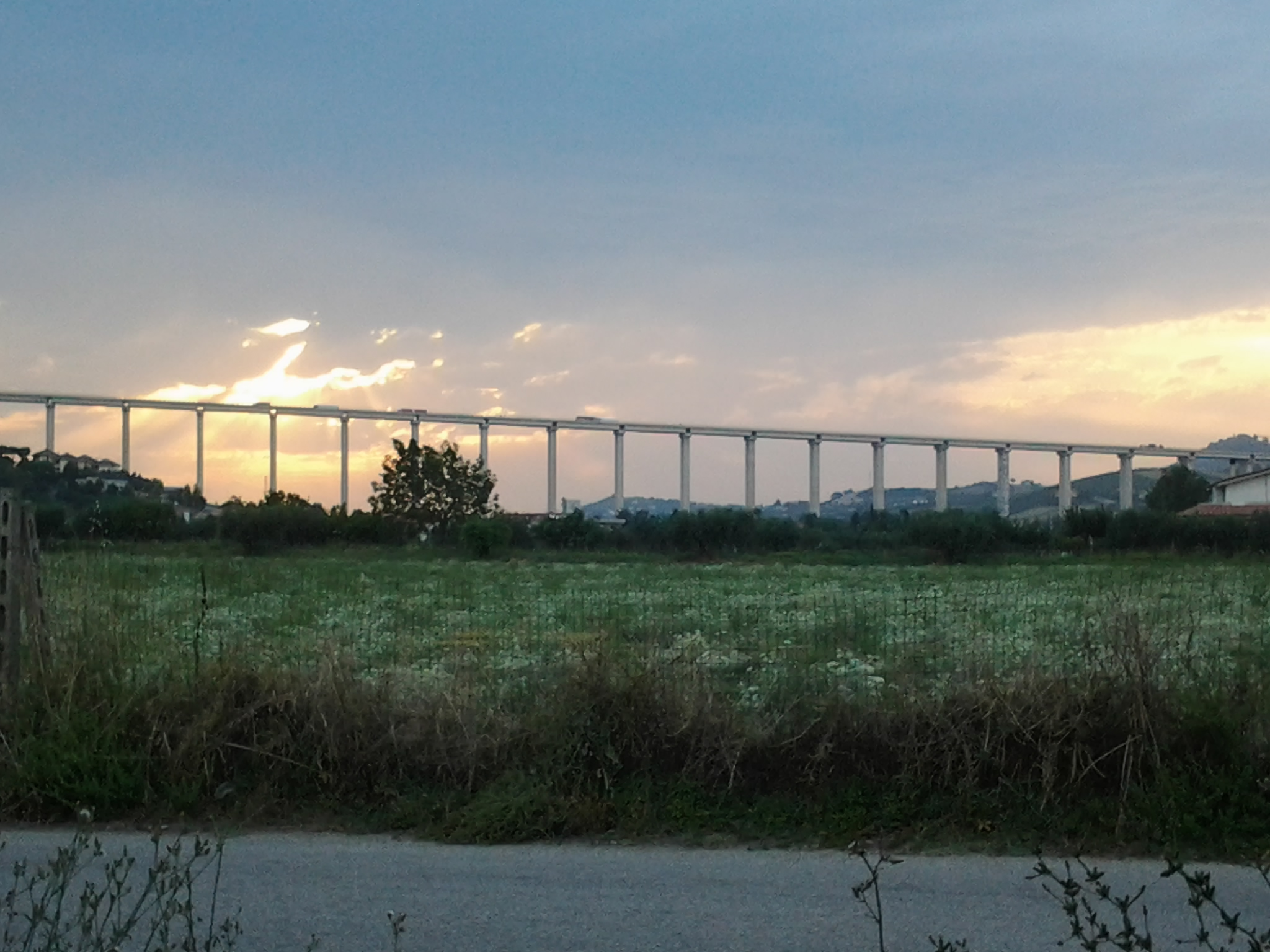
Viadotto Salinello